# Colniza
Colniza est une municipalité de l'État du Mato Grosso au Brésil.